# Bosco Magnano
Bosco Magnano este o arie protejată (arie specială de conservare — SAC, sit de importanță comunitară — SCI) din Italia întinsă pe o suprafață de 1.225 ha, integral pe uscat.

## Localizare
Centrul sitului Bosco Magnano este situat la coordonatele 40°02′24″N 16°04′47″E / 40.04°N 16.079722°E.

## Înființare
Situl Bosco Magnano a fost declarat sit de importanță comunitară în septembrie 1995 pentru a proteja 53 de specii de animale. Situl a fost protejat și ca arie specială de conservare în ianuarie 2017.

## Biodiversitate
Situată în ecoregiunea mediteraneană, aria protejată conține 2 habitate naturale: Păduri de fag din Apenini cu Taxus și Ilex, Păduri panonice-balcanice de stejar turcesc - stejar sesil.
La baza desemnării sitului se află mai multe specii protejate:
- păsări (44): uliu păsărar (Accipiter nisus), pițigoi codat (Aegithalos caudatus), ciuf-de-pădure (Asio otus), cucuvea (Athene noctua), buha (Bubo bubo), șorecarul comun (Buteo buteo), sticlete (Carduelis carduelis), Cettia cetti, florinte (Chloris chloris), mierla de apă (Cinclus cinclus), porumbel gulerat (Columba palumbus), corb (Corvus corax), cioară grivă (Corvus cornix), cuc (Cuculus canorus), pițigoi albastru (Cyanistes caeruleus), ciocănitoare pestriță mare (Dendrocopos major), ciocănitoare neagră (Dryocopus martius), presură bărboasă (Emberiza cirlus), măcăleandru (Erithacus rubecula), vânturel roșu (Falco tinnunculus), muscar-gulerat (Ficedula albicollis), cinteză (Fringilla coelebs), gaiță (Garrulus glandarius), rândunică (Hirundo rustica), Leiopicus medius, gaia roșie (Milvus milvus), grangur (Oriolus oriolus), pițigoi mare (Parus major), vrabie italiană (Passer italiae), pițigoi de brădet (Periparus ater), codroș de munte (Phoenicurus ochruros), pitulice de munte (Phylloscopus collybita), pitulice sfârâitoare (Phylloscopus sibilatrix), coțofană (Pica pica), ciocănitoarea verde (Picus viridis), pițigoi de munte (Poecile montanus), sitar de pădure (Scolopax rusticola), cănăraș (Serinus serinus), țiclete (Sitta europaea), huhurez mic (Strix aluco), silvie cu cap negru (Sylvia atricapilla), mierlă (Turdus merula), sturz-cântător (Turdus philomelos), sturzul de vâsc (Turdus viscivorus)
- amfibieni (3): Bombina pachypus, Salamandrina terdigitata, Triturus carnifex
- mamifere (2): lupul (Canis lupus), vidră de râu (Lutra lutra)
- nevertebrate (4): Buprestis splendens, croitorul mare al stejarului (Cerambyx cerdo), Cordulegaster trinacriae, Rosalia alpina

Pe lângă speciile protejate, pe teritoriul sitului au mai fost identificate 21 de specii de plante, 5 specii de amfibieni, 3 specii de mamifere, 2 specii de reptile.